# 김혜민 (댄서)
김혜민(1985년 2월 20일 ~ )은 대한민국의 은퇴한 아이스 댄서이다. 대한민국 서울에서 태어났다. 오빠 김민우 (피겨스케이팅 선수)와 경쟁을 펼쳤다. 이들은 함께 2003-2005년 한국 국가 챔피언이었다. 4대륙 선수권대회에서는 두 번이나 15위를 차지했다. 김혜민과 김민우는 이고르 야로셴코와 이리나 로마노바의 코칭을 받았다. 이들은 2006년에 스케이팅 대회에서 은퇴했다.